# Trichothaumalea japonica
Trichothaumalea japonica är en tvåvingeart som beskrevs av Sinclair och Saigusa 2002. Trichothaumalea japonica ingår i släktet Trichothaumalea och familjen mätarmyggor. Inga underarter finns listade i Catalogue of Life.